# Škodové pojištění
Škodové pojištění je jednou z variant soukromého pojištění, znamenající náhradu reálné škody, která vznikla v důsledku pojistné události. Pojistné plnění od jednoho či více pojistitelů nesmí přesáhnout reálně vzniklou škodu. Škodové pojištění se uplatňuje tam, kde lze vyčíslit reálnou majetkovou škodu:
- Povinné ručení
- Havarijní pojištění
- Pojištění domácnosti
- Pojištění nemovitosti
- Pojištění odpovědnosti

Ke škodovému pojištění se váže tzv. vícenásobné pojištění, které omezuje počet pojistných plnění a jeho celkovou výši. V případě, že má pojištěný sjednáno více pojistných smluv od jednoho či více pojistitelů, nesmí celkové vyplacené pojistné plnění přesáhnout reálně vzniklou škodu. Pojištěný smí uplatnit nárok na pojistné plnění pouze z jedné pojistné smlouvy nebo poměrnou část z více smluv.
Škodové pojištění může být sjednané na časovou cenu nebo novou cenu. Časová cena představuje částku, která odpovídá výši vzniklé škody. Jedná se hodnotu vozu či nemovitosti v době poškození či zničení. Nová hodnota je částka, která plně kryje nejen vzniklou škodu, ale i její nápravu.

## Příklad
Vozidlo v hodnotě 100 000 Kč je havarijně pojištěno u dvou pojišťoven a u každé z nich na plnou hodnotu vozidla. Pokud dojde v důsledku dopravní nehody k totální škodě na vozidle, v součtu však od obou pojišťoven majitel nesmí dostat pojistné plnění vyšší než odpovídá reálné škodě, tedy 100 000 Kč.